# تنفس

التنفس يعرف على أنه نقل الأكسجين، من خارج الجسم إلى الخلايا في أنسجة الجسم. وبعكس الاتجاه نقل ثاني أكسيد الكربون من خلايا الأنسجة إلى الخارج. ويتم التنفس في الجسم عبر عمليتين: التنفس الخارجي، والتنفس الداخلي (التنفس الخلوي).
في التنفس الخارجي تقوم الرئتان بامتصاص الهواء الغني بالأوكسجين من الهواء الخارجي (شهيق)، وإطلاق الهواء المحمل بثنائي أكسيد الكربون إلى الخارج (زفير).
أما في التنفس الداخلي، فتقوم خلايا الجسم بالاستفادة من الأوكسجين - الذي حصلت عليه من الدم - في أكسدة الغذاء داخل الخلايا، وإطلاق الطاقة نتيجة عملية تغير حيوكيميائي معقدة.
والتنفس الداخلي هو الأساس في تأمين الطاقة للجسم وتحويل الغذاء إلى مادة حية أو بروتوبلازم.
تختلف سرعة التنفس اختلافا واضحا حسب السن وهي أكبر بكثير عند صغار السن من التي عند البالغين وتتراوح عادة عند الأطفال المولودين حديثا ما بين 30 إلى 40 حركة تنفس في الدقيقة وتصبح 16 حركة تنفس في الدقيقة عند سن البلوغ فقط عند الذكور أما عند الإناث فهي حوالي 18 حركة في الدقيقة.
يتنفس الشخص البالغ وهو في حالة الراحة من 350 إلى 500 ملليترا من الهواء عادة ومع ذلك فإن حوالي 150 مللترا تشغل المسالك التنفسية فقط ولا تصل إلى الرئتين.

## تنفس النباتات
النبات الأخضر في النهار يقوم بعمليتي البناء الضوئي والتنفس لكن الناتج الصافي يكون أخذ ثاني أكسيد الكربون وطرد الأكسجين لأن البناء الضوئي أسرع من التنفس.
النبات الأخضر في الليل أو في النهار بدون أوراق: يقوم بعملية التنفس فقط
النباتات المائية تتنفس عن طريق الانتشار المباشر لأنها تتميز بارتفاع نسبة السطح إلى الحجم مثل الطحالب التي يصل نموها إلى 100 متر وهي لا تحتاج إلى جهاز تنفسي لأن معظم خلاياها تكون قريبة من الوسط الذي تعيش فيه.
أما النباتات البرية فبالعكس (نسبة سطحها أقل من نسبة حجمها) لذا فخلاياها بعيدة عن الوسط. لذا يكون لها تراكيب خاصة لتبادل الغازات ونقلها إلى الخلايا وهي: 1- الثغور. 2- العديسات. 3- الجذور.
1. الثغور: وهي عبارة عن فتحات تصل بين الوسط الخارجي والنسيج الداخلي حيث تحتوي على خليتان حارستان كل منها تحتوي على بلاستيدات خضراء تحتوي على اليخضور.

وظيفة الخليتان الحارستان: تنظيم فتح الثغر وإغلاقه حسب الحاجة.
وظيفة الثغور: تسمح ب: 1- تبادل الغازات و2- تبخر الماء من سطوح الأوراق بعملية النتح.
1. العديسات (الأشجار ذات السيقان الصلبة):فتحات توجد في الأشجار ذات السيقان الصلبة تقوم بتبادل الغازات.

1. الجذور: تسمح بتبادل الغازات دون الحاجة إلى تراكيب خاصة حيث تنتشر الغازات عبر: 1- الأغشية الرطبة للشعيرات الجذرية وخلال البشرة.

## التنفس وتبادل الغازات في الحيوانات التي تحتوي على جهاز خاص بالتنفس
تمتلك هذه الحيوانات سطوح تنفسية ولها نوعان:
1. سطوح تنفسية مثنية للداخل: مثل القصبات الهوائية الموجودة في الحشرات ورئتي الإنسان.
2. سطوح تنفسية مثنية للخارج: مثل خياشيم الأسماك.

والهدف منها هو زيادة السطح التنفسي للتمكن من تبادل الغازات بشكل كاف.
1) التنفس عن طريق القصبات الهوائية:

وهي خاصة ب: 1- الحشرات 2- بعض الحيوانات مفصلية الأرجل 3- الجراد.

في الجراد: يدخل الهواء من الثغور التنفسية إلى أكياس هوائية (تقوم بخزن الهواء لتنظيم عملية التنفس) ثم إلى قصبات هوائية تتشعب إلى قصيبات صغيرة حتى تصل إلى خلايا الجسم.

• يتم تبادل الغازات عن طريق الانتشار خلال جدران الأنابيب الهوائية الرفيعة. 

تتم عملية التنفس عن طريق: حركات عضلات بطن الحشرة.

تتم عملية الشهيق عن طريق: ارتخاء العضلات البطنية حيث يتسع تجويف البطن ويدخل الهواء عن طريق الثغور المفتوحة.

تتم عملية الزفير عن طريق: انقباض العضلات البطنية وانكماش البطن مما يؤدي إلى اندفاع الهواء للخارج من خلال الثغور التنفسية المفتوحة.

• يجب أن تكون الثغور التنفسية مفتوحة لإتمام عمليتي الشهيق والزفير. لأنه لو كانت الثغور مغلقة وانكمش البطن لحدث العكس واندفع الهواء من القصبات الكبيرة إلى الصغيرة.

• الجهاز الدوري في الحشرات لا علاقة له بنقل الغازات. لذلك فهي تحتاج الجهاز التنفسي.

2) التنفس بواسطة الخياشيم:

هدفها: زيادة السطح التنفسي المواجه للوسط المائي.

تستعملها: معظم الحيوانات المائية كالأسماك وبعض الديدان المائية والقشريات والرخويات.

أشكال الخياشيم:
1. بروزات جلدية بسيطة مثنية للخارج كما في نجم البحر.
2. بروزات قدمية جانبية كما في بعض الديدان الحلقية المائية.
3. خيوط دقيقة غنية بالشعيرات الدموية مدعمة بتراكيب عظيمة. حيث يتكون كل خيط من صفائح دموية تحتوي الكثير من الشعيرات الدموية التي تبعد عن الوسط المادي بسمك خليتين هما خلية الشعيرة والخلية الطلائية للصفيحة الخيشومية.

يجب أن يمر الماء باستمرار على سطوح الخياشيم في الأسماك وذلك عن طريق دخوله الفم ثم إغلاقه لسببين:
1. أن الماء مقارنة بالهواء يحتوي على كمية قليلة من الأكسجين المذاب.
2. أن سرعة انتشار الأكسجين في الوسط المائي أقل بكثير منها في الوسط الغازي.

3) التنفس بواسطة الرئتين:

تستخدمها: الزواحف والطيور والثدييات والقواقع البرية والبرمائيات كالضفادع اليافعة.

هدفها: نقل الغازات بين الوسط الخارجي والدم.

أشكال الرئة:
1. الرئتان في بعض البرمائيات: كيسين بسيطين لا حويصلات لهما برزا في منطقة البلعوم وتعتبر أبسط أشكال الرئتين. مثل: السلمندر.
2. الرئتان في الطيور: لاتحتوي على حويصلات هوائية حيث تستبدل بشعيرات هوائية تكون في نسيج الرئة ويحصل تبادل الغازات في الشعيرات الدموية بين الشعيرات الهوائية والدم.

كما أنها تحتوي على أكياس هوائية تساعدها على التنفس أثناء الطيران وتملأ التجاويف حتى نخاع العظم.
1. الرئتان في الثدييات: تتفرع القصبة الهوائية إلى حويصلات هوائية كثيرة جدا (لزيادة سطح تبادل الغازات) وجدار هذه الحويصلات يتكون من خلايا طلائية غنية بالشعيرات الدموية.

## التنفس بأكثر من طريقة واحدة
1) الضفادع: في الماء: عن طريق الجلد، في اليابسة: الفم.

2) الصفادع الأولى (أبو ذنيبة): في الماء: الخياشيم، وعندما يصبح يافعا تستبدل الخياشيم بالرئتين.

3) أجنة الزواحف والطيور في البيض: أغشية الكوريون والأنتويس التي تحيط بالجنين

4) أجنة الثدييات: غشاء المشيمة.

## التنفس عند الإنسان
1) الحفر الأنفية:
تحتوي على الشعر الذي يقوم بتنقية الهواء من الشوائب كما تحتوي أيضاً على أغشية مخاطية متصلة بالشعيرات الدموية تعمل على ترطيب الهواء الداخل وجعله دافئا وإفراز المخاط الذي هو مادة قاتلة لبعض الجراثيم الداخلة مع الهواء.
2) البلعوم: ملتقى لطريقي الهضم والتنفس.
3) الحنجرة: وظيفتها إحداث الصوت باهتزاز الحبال الصوتية عند مرور الهواء بدرجات مختلفة.
4) القصبة الهوائية:
تعريفها: أنبوبية اسطوانية الشكل مدعمة بحلقات غضروفية لتجعلها مفتوحة بإستمرار لمرور الهواء.
لكن هذه الحلقات ناقصة الاستدارة من الخلف: لتسمح بحركة المريء خلفهاوالقصبة مبطنة بخلايا لها أهداب تتحرك حركة تموجية لتحريك المخاط لأعلى.تنقسم القصبة في أسفلها إلى شعبتين هوائيتين تؤدي كل منهما إلى رئة تتفرع كل شعبة هوائية داخلها إلى شعيبات أصغر تنتهي بالأسناخ الرئوية التي هي عبارة عن أكياس غشائية صغيرة ذات جدران رقيقة سمكها خلية واحدة.
مساحة سطح الأسناخ الرئوية عند الإنسان تقدر بحوالي 90 م2.
ويحصل تبادل الأكسجين وثاني أكسيد الكربون بين السنخ والدم حسب مبدأ الانتشار.
آلية التنفس في الإنسان:
تعتمد على عمليتي الشهيق والزفير.
وهي عملية ميكانيكية تتم بمساعدة عضلات القفص الصدري وعضلة الحجاب الحاجر التي تقع بين التجويف البطني والتجويف الصدري.
المركز التنفسي في النخاع المستطيل
بحبس النفس يصبح تركيز CO2 عاليا في الدم.
الهيموجلوبين: هيم = مادة حديدية بروتينية، جلوبين = مادة بروتينية
لإنتاج الطاقة الكيميائية لابد من وجود مواد عضوية وأنزيمات تعمل كعوامل مساعدة
المواد العضوية التي تدخل مباشرة في عملية التنفس هي سكريات أحادية كالكليوكوز.

## معرض صور

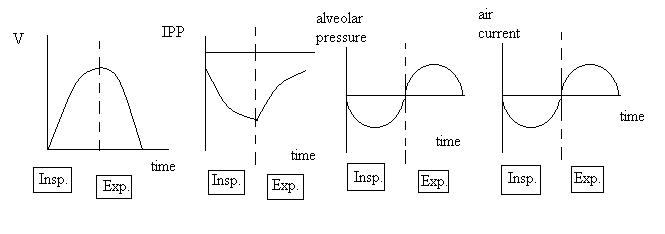
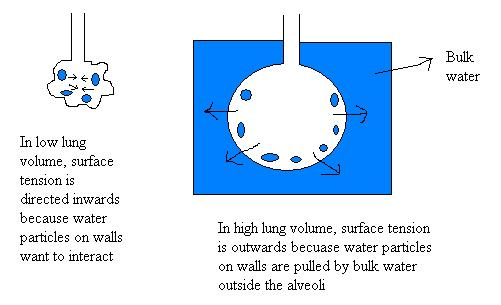
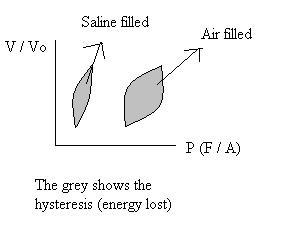
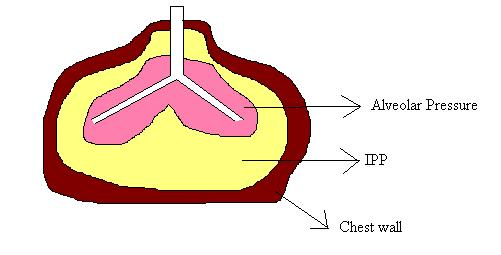